# Веттольсайм
Веттольса́йм или Веттольсгейм (фр. Wettolsheim) — коммуна на северо-востоке Франции в регионе Гранд-Эст (бывший Эльзас — Шампань — Арденны — Лотарингия), департамент Верхний Рейн, округ Кольмар — Рибовилле, кантон Вендзенем. До марта 2015 года коммуна в составе кантона Вендзенем административно входила в округ Кольмар.
Площадь коммуны — 8,86 км², население — 1705 человек (2006) с тенденцией к стабилизации: 1682 человека (2012), плотность населения — 189,8 чел/км².

## Население
Численность населения коммуны в 2011 году составляла 1675 человек, а в 2012 году — 1682 человека.
| 1962 | 1968 | 1975 | 1982 | 1990 | 1999 | 2004 | 2006 | 2008 | 2011 | 2012 |
| ---- | ---- | ---- | ---- | ---- | ---- | ---- | ---- | ---- | ---- | ---- |
| 1306 | 1301 | 1558 | 1554 | 1616 | 1692 | 1685 | 1705 | 1697 | 1675 | 1682 |

Динамика населения:

## Экономика
В 2010 году из 1077 человек трудоспособного возраста (от 15 до 64 лет) 822 были экономически активными, 255 — неактивными (показатель активности 76,3 %, в 1999 году — 70,6 %). Из 822 активных трудоспособных жителей работали 774 человека (409 мужчин и 365 женщин), 48 числились безработными (26 мужчин и 22 женщины). Среди 255 трудоспособных неактивных граждан 112 были учениками либо студентами, 93 — пенсионерами, а ещё 50 — были неактивны в силу других причин.
На протяжении 2011 года в коммуне числилось 703 облагаемых налогом домохозяйства, в которых проживало 1644,5 человека. При этом медиана доходов составила 24539 евро на одного налогоплательщика.

## Достопримечательности (фотогалерея)

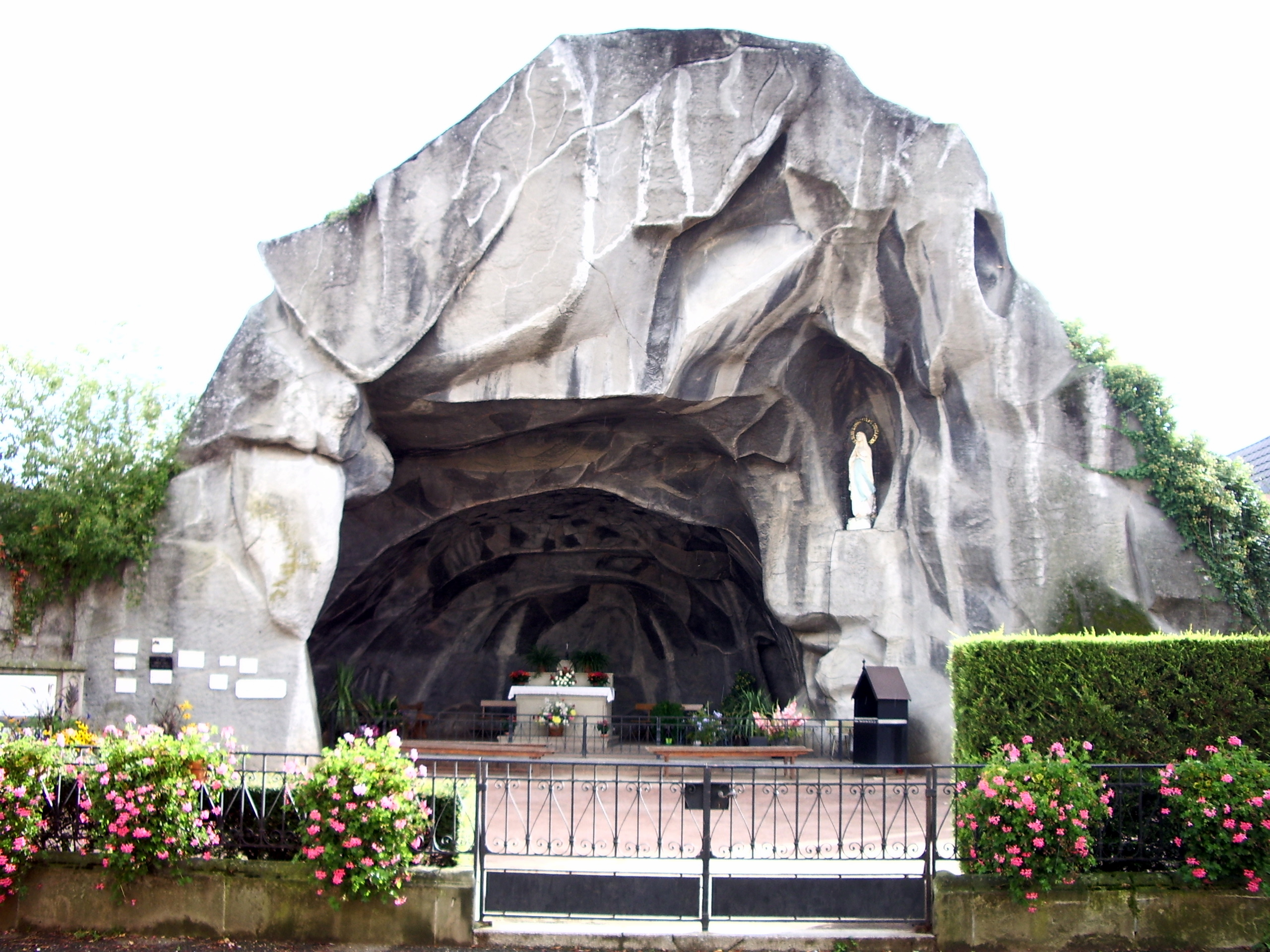
Грот
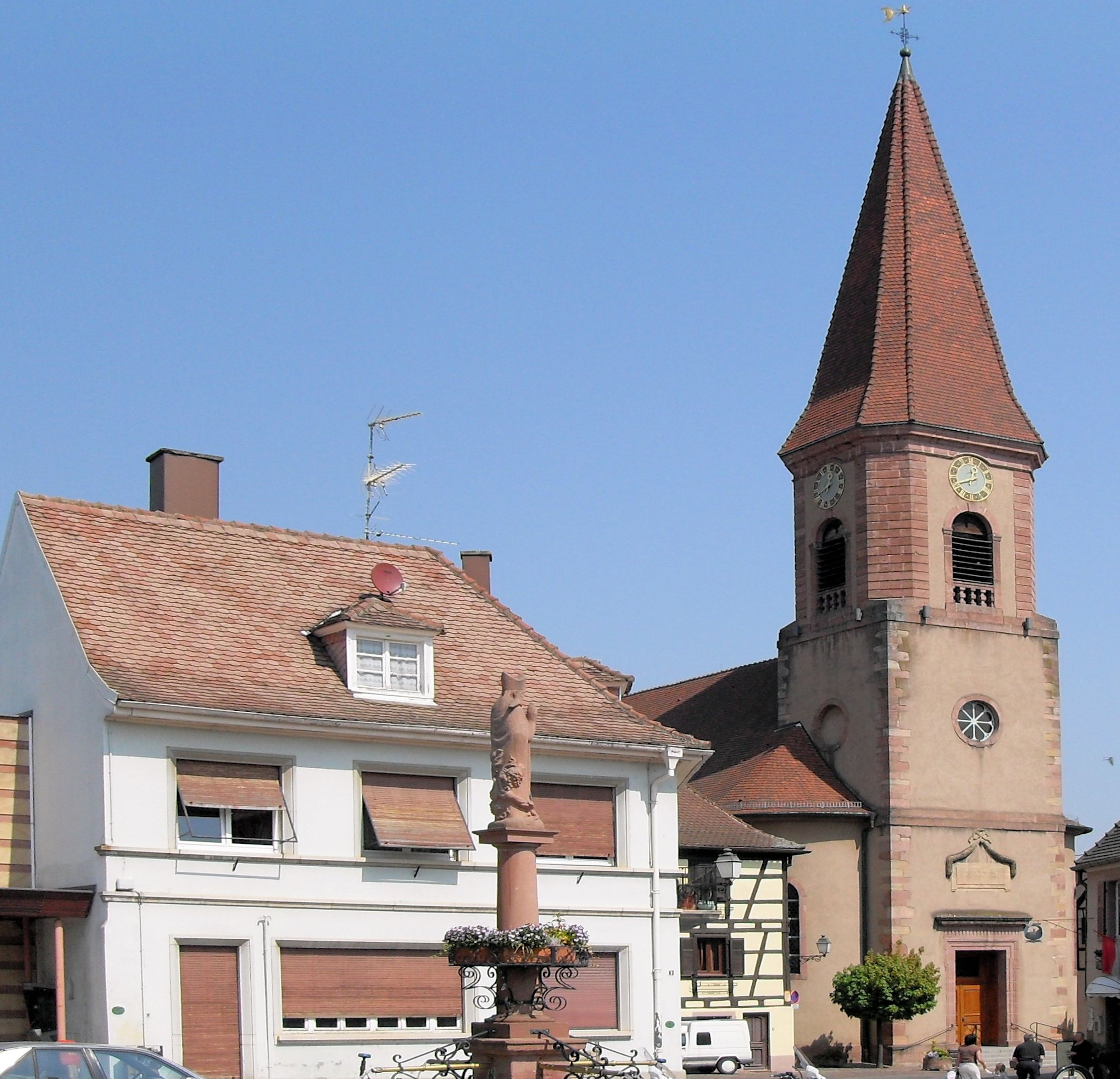
Церковь Сен-Реми